# Heilige Barbarakapel
De Heilige Barbarakapel is een kapel aan de Kleine Schreinweg te Vlezenbeek, deelgemeente van Sint-Pieters-Leeuw. Deze kapel bevat geen bouwdatum maar bestond zeker reeds in de tweede helft van de 19e eeuw. Volgens sommigen werd ze opgericht door een lid van de familie Van Den Broek die het voormalig café In de Klok op de hoek van de Schaliestraat met de Kleine Schreinweg bewoont, anderen brengen ze in verband met een verdwenen klooster in de vlakbij gelegen oude pachthoeve.

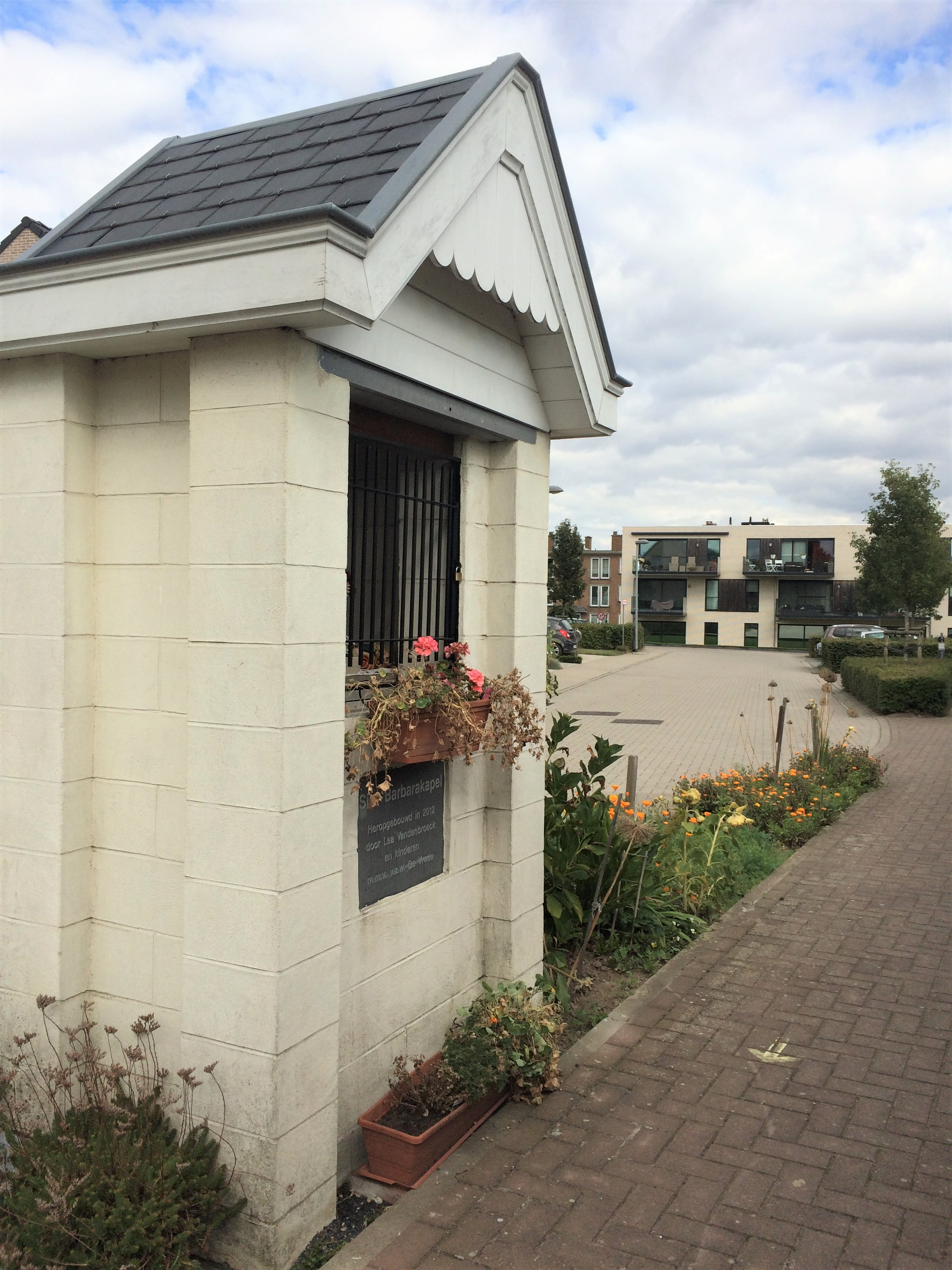
Heilige Barbarakapel

De H. Barbara wordt voorgesteld met een toren aan haar zijde. Deze verwijst naar haar martelaarschap: toen zij door haar vader werd opgesloten in een toren en daar zware martelingen diende te ondergaan omwille van haar geloof. Zij wordt aanroepen tegen de plotse dood of de dood zonder biechten. Zij is de patroonheilige van de stielmannen.